# Macrosyringion
Macrosyringion ist eine Pflanzengattung in der Familie der Sommerwurzgewächse (Orobanchaceae).

## Beschreibung
Macrosyringion-Arten sind einjährige krautige Pflanzen. Die Stängel sind mit flaumig-kurzhaarigen und drüsigen Trichomen besetzt. Die Laubblätter weisen eine linealische, ganzrandige Blattspreite auf, die beidseitig kurzhaarig und stark drüsig behaart ist.
Die zygomorphen und autogamen Blüten stehen in Blütenständen, die von oben nach unten blühen. Im Vergleich zu den meisten Zahntrost-Arten sind die Blüten der Gattung Macrosyringion mit 10 bis 25 mm auffallend lang. Der Kelch ist mit Stieldrüsen besetzt, deren Köpfe aus 40 bis 50 Zellen bestehen, wobei die oberen Zellen papillenförmig herausgezogen sind. Die Krone ist gelb gefärbt, die Kronröhre ist deutlich länger als der Kronsaum. Die Zipfel des Kronsaums sind außen kurzdrüsig behaart, der Saum ist deutlich in Helm und Unterlippe geteilt. Der Helm ist deutlich ausgerandet, der Mittelzipfel der Unterlippe ist nahezu halb so lang wie die gesamte Unterlippe.
Die Staubblätter sind behaart; die Staubfäden papillös besetzt; die Theken der Staubbeutel sind bärtig behaart und weisen am oberen, stumpfen Ende spiralförmige Haare, am unteren Ende deutlich ausgeprägte Grannen auf. Die Pollenkörner sind 36 bis 40 × 38 µm groß und besitzen einen kreisförmigen Äquatorumriss. Die Pollenkornwand (Exine) ist gleichmäßig dick und ist retipilat skulpturiert. Die Narbe ist deutlich keulenförmig zweigelappt und mit walzenförmigen Papillen besetzt. Der Fruchtknoten bildet 17 bis 40 Samenanlagen.
Die Kapselfrüchte sind schmal-elliptisch und ihr Umriss ist nahezu rechteckig.

## Systematik
Die Gattung Macrosyringion wurde 1943 durch Werner Hugo Paul Rothmaler in den Mittheilungen der Thuringischen Botanischen Vereins, n. s., 50, Seite 227 aufgestellt. Typusart ist Macrosyringion longiflorum (Vahl) Rothm.
Die Gattung Macrosyringion kommt im nördlichen und westlichen Spanien sowie in den höheren Gebirgen des Balkans und Anatoliens bis ostwärts zum Kaukasus vor.
Die zwei Arten aus der Gattung Macrosyringion werden von einigen Autoren auch den Zahntrosten (Odontites) zugeordnet, die Gattung Macrosyringion kann jedoch durch die Morphologie der Pollen von Odontites abgegrenzt werden (Bolliger 1996).
Innerhalb der Gattung Macrosyringion werden zwei Arten unterschieden:
- Macrosyringion glutinosum (Bieb.) Rothm. (Syn.: Odontites glutinosa (M.Bieb.) Benth.): Die Chromosomenzahl beträgt 2n = 24.[3] Sie kommt in Südost- bis Osteuropa und Westasien vor.[2]
- Macrosyringion longiflorum (Vahl) Rothm. (Syn.: Odontites longiflora (Vahl) Webb): Die Chromosomenzahl beträgt 2n = 24 oder 26.[3] Sie kommt in Spanien und in Marokko vor.[2]